# LK-99
LK-99 (del estudio de Lee-Kim 1999) es un compuesto policristalino negro-grisáceo, obtenido mediante el dopaje de apatito de plomo con cobre. Un equipo de la Universidad de Corea liderado por Sukbae Lee (이석배) y Ji-Hoon Kim (김지훈) comenzó a evaluar este material como un posible superconductor a partir de 1999. En 2023, publicaron preimpresiones afirmando que actúa como un superconductor a temperatura ambiente con resistencia cero y efecto Meissner, a temperaturas de hasta 400 Kelvin (127 °C) a presión ambiente.
Varios laboratorios intentaron replicar el trabajo y lograron obtener resultados iniciales en cuestión de semanas, ya que el proceso de producción del material es relativamente sencillo. Hasta la fecha (8 de agosto de 2023) la comunidad científica no ha validado la superconductividad de LK-99 a ninguna temperatura a través de procesos de revisión por pares o mediante la reproducción independiente por parte de otros grupos de investigación. Los intentos de seguir el proceso de síntesis propuesto arrojaron resultados variados. Aquellos que observaron levitación parcial similar a la reportada en el artículo original encontraron diamagnetismo pero no superconductividad. La mayoría de los laboratorios establecidos que intentaron replicar el trabajo del artículo original concluyeron que no se trataba de un superconductor.
Los estudios iniciales que anunciaban el descubrimiento de LK-99 se subieron a arXiv, un archivo de preimpresiones de acceso abierto. Más tarde, Lee afirmó que los artículos preimpresos subidos estaban incompletos, y el coautor Hyun-Tak Kim (김현탁) declaró que uno de los artículos contenía defectos.

## Composición química
La composición química de LK-99 es aproximadamente Pb9Cu(PO4)6O tal que, en comparación con el plomo-apatito puro (Pb10(PO4)6O) , aproximadamente una cuarta parte de los iones Pb(II) en la posición 2 de la estructura de apatito se reemplazan por iones Cu(II).

### Síntesis
Lee y sus colegas proporcionan un método para sintetizar el material LK-99 al producir lanarkita a partir de una mezcla 1:1 de óxido de plomo(II) (PbO) y sulfato de plomo(II) (Pb(SO4)), y luego calentarla a 725 °C (1.000 K) durante 24 horas en presencia de aire: 
PbO + Pb(SO4) → Pb2(SO4)O

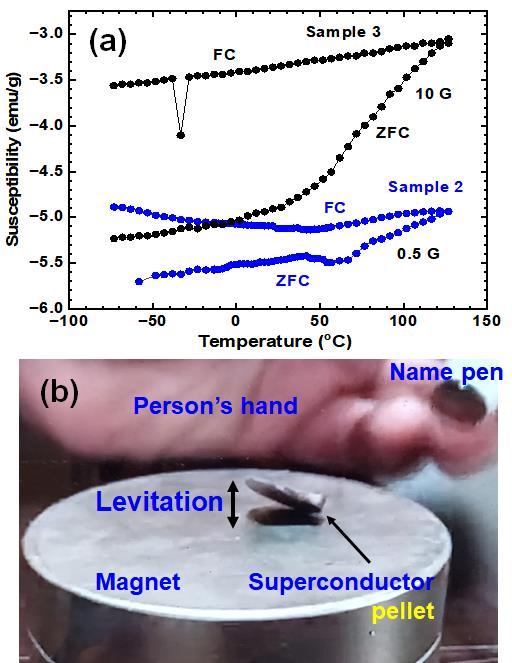
(a) Mediciones de susceptibilidad diamagnética de LK-99, (b) muestra de LK-99 levitando parcialmente sobre un imán grande

Además, el fosfuro de cobre(I) (Cu3P) se produce mezclando polvos de cobre (Cu) y fósforo (P) en un tubo sellado bajo un vacío de 10-3 torr y calentándolos a 550 °C (820 K) durante 48 horas:
Cu + P → Cu3P
Los cristales de lanarkita y fosfuro de cobre se muelen en polvo, se mezclan en una proporción molar de 1:1, se colocan en un tubo sellado en vacío y se calientan a 925 °C (1.200 K) durante entre 5 y 20 horas:
Pb2(SO4)O + Cu3P  → Pb10-xCux(PO4)6O + S (g), dónde (0.9 < x < 1.1)

## Propiedades físicas
Se afirma que el material es un superconductor a temperatura ambiente. Los artículos originales publicados no afirman haber visto características definitivas de superconductividad, resistencia cero y el efecto Meissner, pero muestran que el material exhibe fuertes propiedades diamagnéticas, incluido un video de muestra del material levitando parcialmente sobre un gran imán, que se correlaciona con la superconductividad.
Como muchos materiales pueden parecer falsamente candidatos potenciales para la superconductividad a alta temperatura, además de un modo de resistencia cero y un claro efecto Meissner, los investigadores generalmente también demuestran otras propiedades esperadas como la fijación de flujo, la susceptibilidad magnética de CA, el efecto Josephson, un campo y corriente críticos dependientes de la temperatura, o un salto repentino en el calor específico alrededor de la temperatura crítica. A partir del 1 de agosto, ninguno de estos ha sido observado por el experimento original o intentos de replicación.

### Mecanismo propuesto para la superconductividad
Se dice que el reemplazo parcial de iones Pb2+ (que miden 133 picómetros) con iones Cu2+ (que miden 87 picómetros) causa una reducción del 0,48 % en el volumen, lo que crea tensión interna dentro del material. Se afirma que la tensión interna causa un pozo cuántico de heterounión entre el Pb(1) y el oxígeno dentro del fosfato ([PO4]3−) generando un pozo cuántico superconductor (SQW).
Lee et al. afirman mostrar que LK-99 exhibe una respuesta a un campo magnético (potencialmente debido al efecto Meissner) cuando se usa la deposición química de vapor para aplicar LK-99 a una muestra de cobre no magnético. El apatito de plomo puro es un aislante, pero Lee et al. afirman que la apatita de plomo dopada con cobre que forma LK-99 es un superconductor o, a temperaturas más altas, un metal. No afirman haber observado ningún cambio en el comportamiento a lo largo de una temperatura de transición.[cita requerida]
Los mecanismos del artículo se basaron en un artículo de 2021 de Hyun-Tak Kim que describe una nueva teoría de superconductividad "BR-BCS" que combina una teoría clásica de transiciones de metal-aislante con la teoría estándar de superconductividad de Bardeen-Cooper-Schrieffer (BCS). También utilizan ideas de la teoría de la superconductividad de huecos de J.E.Hirsch, otro trabajo controvertido.
El 1 de agosto de 2023, tres grupos independientes publicaron análisis de LK-99 con la teoría funcional de la densidad (DFT). Sinéad Griffin del Laboratorio Nacional Lawrence Berkeley lo analizó con el paquete de simulación Vienna Ab initio, mostrando que su estructura tendría bandas planas aisladas correlacionadas, una de las firmas de los superconductores de alta temperatura de transición. Si y Held encontraron bandas DFT planas similares, pero las correlaciones electrónicas conjeturadas harán de LK-99 un aislador de transferencia de carga. Esto significaría que se necesita el dopaje de electrones o huecos de LK-99 para que sea (super) conductor y debe obtenerse activamente en el proceso de síntesis.

## Nombre compuesto
El nombre LK-99 proviene de las iniciales de los descubridores Sukbae Lee y Ji-Hoon Kim, y el año del descubrimiento (1999). La pareja originalmente había estado trabajando con el profesor Tong-Shik Choi (최동식) en la Universidad de Corea en la década de 1990.
En 2008, investigadores de la Universidad de Corea fundaron el Centro de Investigación de Energía Cuántica (퀀텀 에너지연구소; también conocido como Q-Centre). Más tarde, Lee se convirtió en director ejecutivo de Q-Centre y Kim se convirtió en directora de investigación y desarrollo (I+D) en Q-Centre.

## Historial de publicaciones
En 2020, se envió un artículo inicial a Nature, pero fue rechazado. Una investigación presentada de manera similar sobre superconductores a temperatura ambiente por Ranga P. Dias se había publicado en Nature a principios de ese año y se recibió con escepticismo: el artículo de Dias se retractó posteriormente en 2022 después de que se descubriera que sus datos habían sido falsificados.
En 2020, Lee y Ji-hoon Kim presentaron una solicitud de patente. En 2021 se presentó una segunda solicitud de patente (en la que también se incluye a Kwon), que se publicó el 3 de marzo de 2023. El 4 de abril de 2023, el Q-Centre presentó una solicitud de marca coreana para "LK-99".
En febrero de 2023, Q-Centre publicó un video en YouTube que afirmaba mostrar las propiedades magnéticas de una capa delgada de LK-99 depositada térmicamente sobre una placa de cobre.

### Artículos académicos y preprints
El 31 de marzo de 2023, se envió un artículo en coreano, "Consideración para el desarrollo de superconductores de presión ambiental a temperatura ambiente (LK-99)" a Korean Journal of Crystal Growth and Crystal Technology. Fue aceptado el 18 de abril, pero no fue ampliamente leído hasta tres meses después.
El 22 de julio de 2023, aparecieron dos preprints en arXiv. Uno incluía a Young-Wan Kwon, ex CTO de Q-Centre, como tercer autor. Una segunda preimpresión enumeraba como tercer autor a Hyun-Tak Kim, ex investigador principal del Instituto de Investigación de Electrónica y Telecomunicaciones y profesor del Colegio de William & Mary. El 23 de julio, los hallazgos también se enviaron a APL Materials para su revisión por pares.
El 28 de julio de 2023, Kwon presentó los hallazgos en un simposio realizado en la Universidad de Corea. Ese mismo día, la Agencia de Noticias Yonhap publicó un artículo en el que citaba a un funcionario de la Universidad de Corea diciendo que Kwon ya no estaba en contacto con la Universidad. El artículo también citaba a Lee diciendo que Kwon había dejado el Q-Centre Research Institute cuatro meses antes; que los trabajos académicos sobre LK-99 no estaban terminados; y que los artículos se habían subido a arXiv sin el permiso de los otros autores.
El 31 de julio de 2023, un grupo dirigido por Kapil Kumar publicó una preimpresión en arXiv que documentaba sus intentos de replicación, que confirmaron la estructura mediante cristalografía de rayos X (XRD), pero no encontraron diamagnetismo ni levitación.
El 1 de agosto de 2023, un representante de Q-Centre le dijo a SBS News que las muestras originales a las que se hace referencia en el documento se darían a conocer al mundo pronto para su verificación.